# Шамбре (Бразилия)
Шамбре (порт. Xambrê) — муниципалитет в Бразилии, входит в штат Парана. Составная часть мезорегиона Северо-запад штата Парана. Входит в экономико-статистический микрорегион Умуарама. Население составляет 4821 человек на 2006 год. Занимает площадь 359,713 км². Плотность населения — 13,4 чел./км².

## Статистика
- Валовой внутренний продукт на 2003 год составляет 29 428 539,00 реалов (данные: Бразильский институт географии и статистики).
- Валовой внутренний продукт на душу населения на 2003 год составляет 5263,56 реалов (данные: Бразильский институт географии и статистики).
- Индекс развития человеческого потенциала на 2000 год составляет 0,751 (данные: Программа развития ООН).